# Théâtre national (Belgrade)
Le Théâtre national de Belgrade (en serbe cyrillique : Народно позориште у Београду ; en serbe latin : Narodno Pozorište u Beogradu, a été construit en 1868. Il est situé sur la place de la République (Trg Republike) à Belgrade, la capitale de la Serbie. En raison de sa valeur architecturale, le bâtiment du théâtre est inscrit sur la liste des monuments culturels de la grande importance de la république de Serbie et sur la liste des biens culturels de la ville de Belgrade.

## Histoire
En 1868, le Théâtre national serbe de Novi Sad, qui était alors la capitale de la culture serbe en Autriche-Hongrie, donna une série de représentations à Belgrade, la capitale politique de la principauté de Serbie. Le prince Michel III Obrenović, impressionné, invita Jovan Đorđević, le créateur du Théâtre national serbe de Novi Sad, à créer une institution équivalente dans sa capitale. Jovan Đorđević accepta la proposition et vint s'installer à Belgrade avec la moitié de sa troupe.
L’idée initiale de créer un théâtre permanent à Belgrade a eu lieu en 1851. Jusque-là, il n’y avait pas de communauté de comédiens professionnelle ni d’espace de théâtre adéquat pour le déroulement des pièces. Les premières pièces se sont jouées dans des bâtiments et des espaces reconstruits, comme l’ancienne Carinarnica (Djumurkana), l’hôtel « Kod jelena », la Grande brasserie, l’hôtel « Srpska Kruna » (la Couronne serbe) ou la taverne « Kod engleske kraljice » (Chez la reine d’Angleterre). Grâce aux efforts du Comité des Amoureux de l’éducation nationale et du Comité du Théâtre, une collecte de fonds a été organisée : le prince Aleksandar Karadjordjevic a fait don de 1000 ducats, le capitaine Misa Anastasijevic de 500 ducats, tandis que le Gouvernement de la Principauté de Serbie a fait don du terrain de Zeleni Venac et du montant de 2000 ducats. Bien que la construction du théâtre fût commencée en 1852 à Zeleni Venac, selon le projet de l’architecte italien Joseph Cassano, cette intention est abandonnée en raison de la nature inondable du terrain. Cet échec architectural a retardé la mise en place du premier théâtre serbe pendant près de deux décennies.

### Le bâtiment
Le Théâtre national de Belgrade a été construit en 1868 sur les plans d'Aleksandar Bugarski, qui était à l'époque l'architecte le plus prolifique de la capitale. Le bâtiment est typique des théâtres du XIXe siècle, avec des réminiscences de la Scala de Milan. Plus tard, des reconstructions successives en ont modifié la forme originelle. En 1986, une grande campagne de travaux a été lancée, qui a rendu à l'édifice son aspect de 1922 ; une annexe a été construite en direction de la rue Braće Jugovića. En plus de ses activités théâtrales, la salle a servi pour des bals de charité et pour des concerts. La Grande Assemblée constituante de 1888 a adopté la constitution du pays dans le bâtiment du Théâtre.

## Théâtre, opéra, ballet

### Théâtre

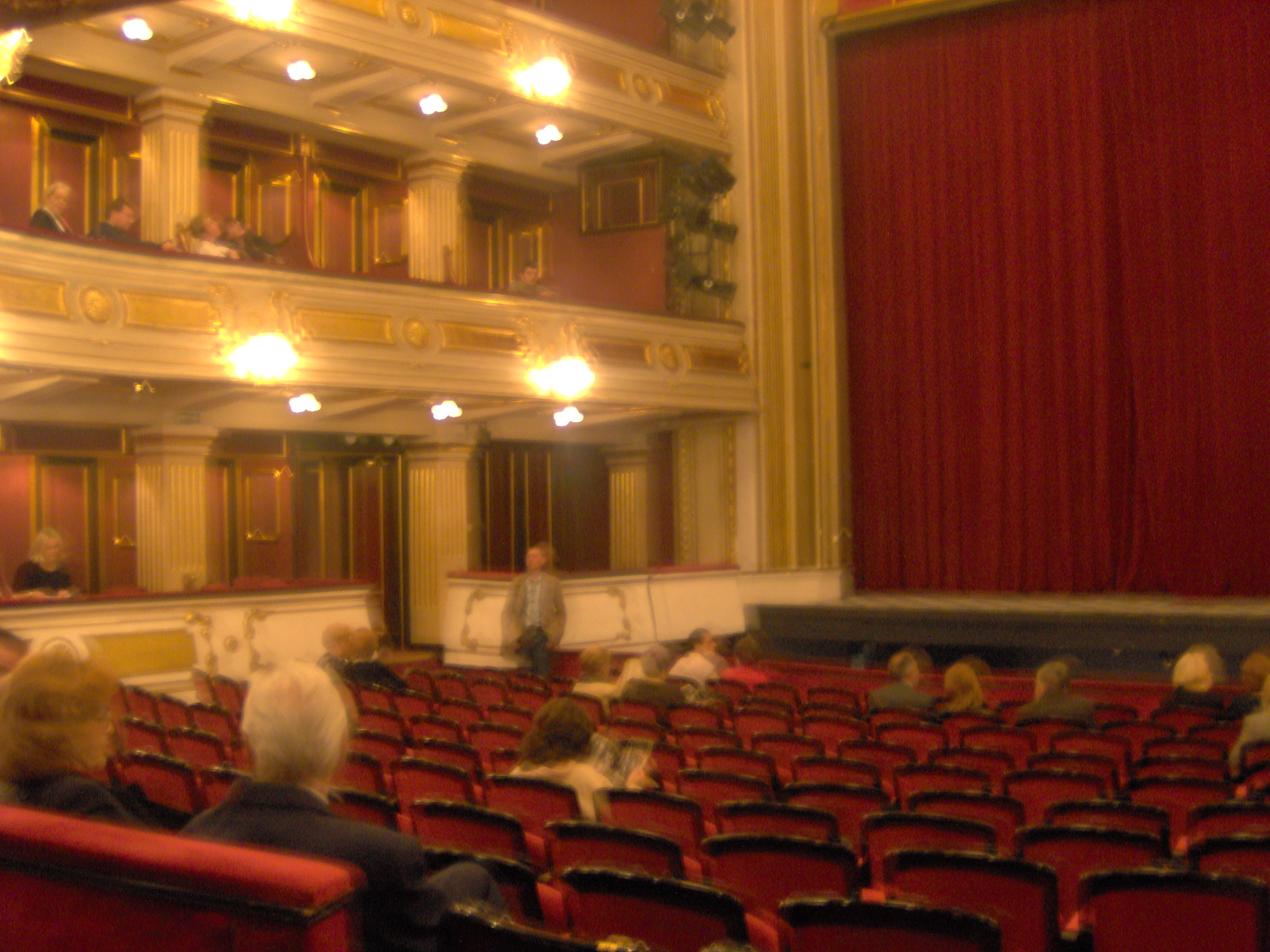
La Grande salle du Théâtre national de Belgrade

La période de 1868 à 1914 est marquée par la création de grandes tragédies et de grands drames inspirés par l'histoire médiévale, comme La Mort d'Uroš V de Stefan Stefanović. Le répertoire du théâtre, particulièrement à la fin du XIXe siècle, était aussi caractérisé par des pièces accompagnées de chant, comme les adaptations pour le théâtre des nouvelles populaires de Stevan Sremac, Zona Zamfirova et Ivkova Slava.
Dans les deux premières décennies du XXe siècle, les sujets abordés devinrent plus variés. On y représenta des pièces de Branislav Nušić, Simo Matavulj, Vojislav Jovanović Marambo, Mirabo et Milivoj Predić. La pièce Koštana de Borisav Stanković fut créée au tout début du XXe siècle ; elle est depuis restée le spectacle favori du Théâtre national. On y monta également des œuvres appartenant au répertoire international de toutes les époques ; on y joua Sophocle, Shakespeare, Calderon, Molière, Racine, Goldoni, Edmond Rostand, etc.
Dans l'entre-deux-guerres, les dramaturges Jovan Sterija Popović, Branislav Nušić, Milutin Bojić, Borisav Stanković, Ivo Vojnović, Milan Begović, Ivan Cankar et Todor Manojlović s'y firent représenter.
Dans la période de 1945 à 1953, le répertoire prit une allure nettement politique. Néanmoins, on y joua le théâtre américain, ainsi que les pièces de Ionesco et Beckett.
Les années 1970 et 1980 furent marquées par les pièces de Borislav Mihajlović Mihiz, Aleksandar Popović, Žarko Komanin, Ljubomir Simović et Jovan Hristić. Le Théâtre National s'ouvrit à la dramaturgie contemporaine et on y joua des œuvres de Martin McDonagh, Éric-Emmanuel Schmitt, Nina Valsa, Yasmina Reza et Pavel Kohout, ainsi que des pièces d'écrivains serbes contemporains comme Siniša Kovačević, Vida Ognjenović, Jelena Kajgo, Miloš Nikolić ou encore Stevan Pešić.

### Opéra

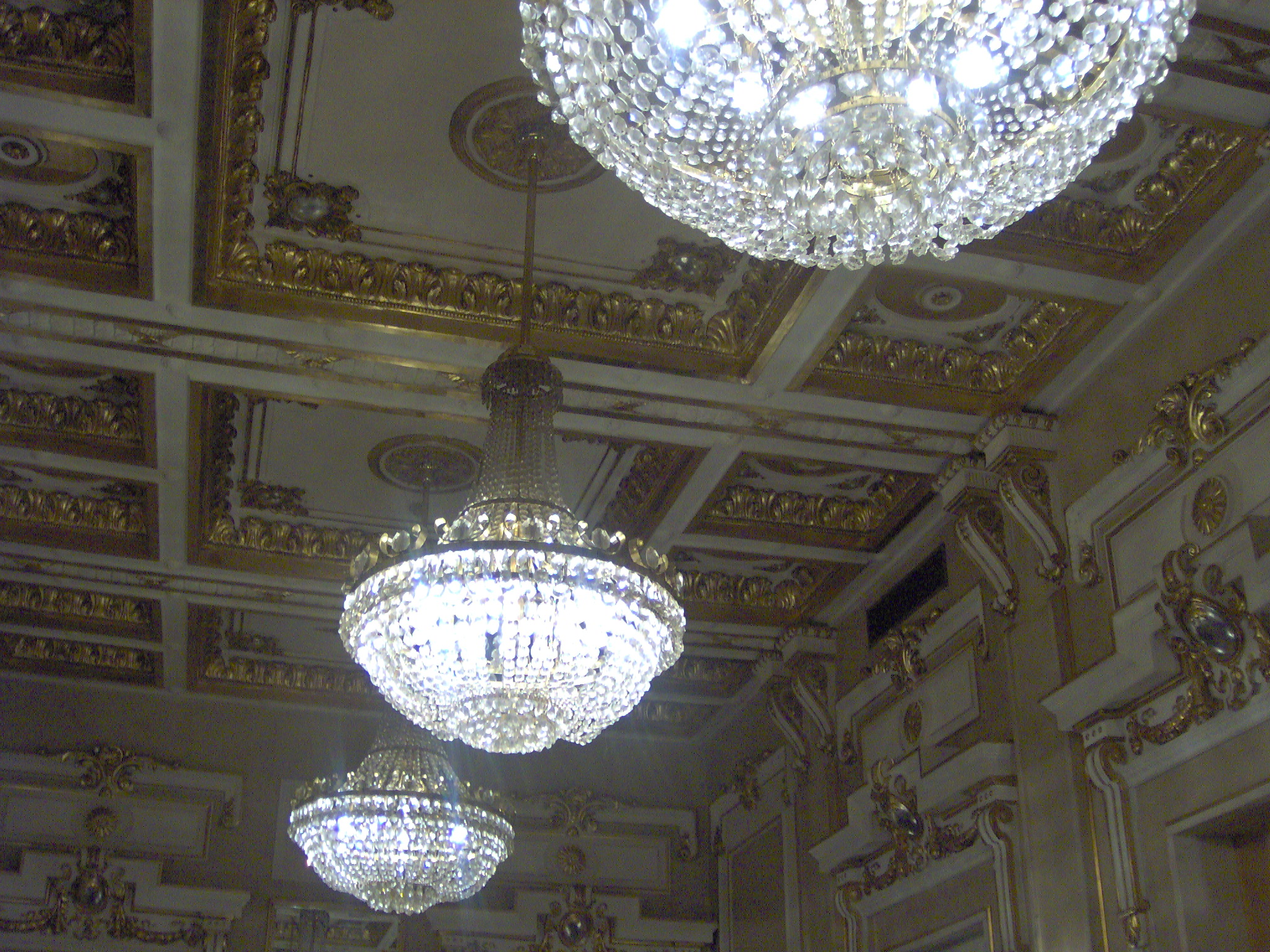
Le plafond de la grande salle du Théâtre national de Belgrade

Dès 1882, l'ensemble musical du Théâtre national de Belgrade travailla à devenir un orchestre d'opéra professionnel. En tant qu'ensemble indépendant, l'Opéra du Théâtre national commença sa carrière artistique en 1919. Le 11 février 1919, sous la direction de Stanislav Binički, on y donna Madame Butterfly de Giacomo Puccini. On y représenta des opéras de Gioachino Rossini ou de Giuseppe Verdi, mais aussi des œuvres de compositeurs serbes comme Stevan Hristić (Le Crépuscule) et Petar Konjović (Le Prince de Zeta).
De 1924 à 1933, Stevan Hristić fut directeur de l'Opéra de Belgrade. Son passage marqua un développement du répertoire proposé ainsi que les premières tournées à l'étranger. Dans l'entre-deux-guerres, des chefs d'orchestre comme Lovro Matačić ou Ivan Brezovšek, des metteurs en scène comme Branko Gavela et Josip Kulundžić connurent ainsi une  certaine notoriété. Les chanteurs d'origine russe avait la part belle dans la troupe mais des chanteurs serbes eurent également l'occasion de se faire connaître. Parmi eux, on peut citer Bahrija Nuri-Hadžić, Zdenka Zikova, Melanija Bugarinović et Nikola Cvejić.
Après la Seconde Guerre mondiale, le chef Oskar Danon renouvela les activités de l'Opéra en portant une attention toute particulière aux compositeurs nationaux. À partir de 1954 commença "l'âge d'or" de l'Opéra.

### Ballet
Le ballet a toujours joué un grand rôle dans les représentations du Théâtre national de Belgrade. Le danseur russe Constantin Kostjukov dirige le ballet du Théâtre national.

### Reconstruction
En 1905, sont réalisées de nouvelles peintures décoratives sur la scène, la salle et le foyer, par Dragutin Inkiostri Medenjak, premier peintre décoratif serbe. Il a décoré de nombreux palais de Belgrade, et à l'opéra a réalisé des décorations inspirées des motifs de l’art populaire, de l’ornement et de la tradition.
Toutefois, la superficie insuffisante de la scène, ainsi qu’un certain nombre de difficultés techniques, ont contribué à ce que déjà en 1912 commence la reconstruction de l’édifice, qui à cause de l’éclatement de la Première Guerre mondiale, a duré jusqu’en 1921. Selon l’idée de l’architecte Josif Bukavac, la pureté et l’harmonie du bâtiment original sont remplacées par une apparence de façade néobaroque prononcée, dont la zone d’entrée est soulignée par deux colonnes d’angles pour les escaliers. À cette occasion, l’intérieur du bâtiment a été en outre orné d’œuvre décorative en plâtre sur les murs de la salle et du hall d’entrée et d’œuvres décoratives qu’à sur les plafonds réalisé l’artiste russe Stjepan Fjodorovic Kolesnikov. Il est intéressant de noter que l’artiste, bien qu’élevé dans la tradition du réalisme académique russe, a opté pour une composition basée sur les principes de l’art décoratif baroque. Avec de riches couleurs et une minutie distincte dans la réalisation, Kolesnikov a peint le plafond de l’auditorium avec des thèmes antiques classiques –Thalia sur un quadrige et Bacchanales, les fantasmes mythologiques, qui célèbrent le théâtre comme un temple de l’art.
La reconstruction suivante du bâtiment du théâtre s’est effectuée en 1940, mais en raison de la démolition de la salle et de la scène dans le bombardement de Belgrade d’avril 1941, la réalisation est survenue seulement en fin d’année. Selon les idées des architectes Gojko Tadic et Dragan Gudovic, la bâtisse a complètement changer d’apparence.A part la corniche de toit profilée, deux plastiques décoratives ont été enlevées de la façade principale. Le théâtre a conservé cette apparence même lors de la reconstruction suivante en 1965, lorsqu’a été rénové le hall d’entrée, l’auditorium et l’espace d’orchestre sous la direction de l’architecte Nikola Sercer.
Certainement la reconstruction de l’édifice du théâtre la plus intéressante et la plus importante, réalisée pendant la période de 1986 à 1989, elle a ouvert un débat parmi les professionnels et le grand public sur la question de savoir si le bâtiment a besoin de retrouver son aspect original ou celui de 1922. Cependant, l’apparence du bâtiment du temps de sa première reconstruction a été renouvelée et une annexe technique vitrée a été ajouté à l’arrière de l’édifice selon les projets des architectes Slobodan Drinjakovic et Ljubomir Zdravkovic. Pendant ces travaux, selon les pensées de l’architecte Milan Palisaski, l’ambiance de l’intérieur a été totalement rénovée dans le but de confirmer la valeur visuelle et symbolique de l’ancien théâtre. Dans le vestibule est placé le buste du prince Mihailo, l’œuvre d’Enrico Pazzi de 1872 et la composition peinte de Kolesnikov sur le plafond reconstruit sur la base des dessins originaux conservés.
Résistant aux événements historiques turbulents qui ont marqué l’histoire serbe des décennies en arrière, le Théâtre national a survécu comme un témoignage de préservation de la culture et de la tradition serbe, mais aussi comme un véritable phare de la spiritualité serbe dans l’avenir. En raison de ses valeurs culturelles, historiques, architecturales, urbaines, artistiques et esthétiques, le Théâtre national de Belgrade a été nommé bien culturel d’une grande importance en 1983.